# Бенвенути, Нино
Джованни (Нино) Бенвенути (итал. Giovanni "Nino" Benvenuti; 26 апреля 1938, Изола, Королевство Италия — 20 мая 2025, Рим, Италия) — итальянский боксёр в полусреднем и среднем весе, олимпийский чемпион 1960 года.
Боксом начал заниматься в 13 лет. В 1955 году попал в сборную страны и в следующем году начал любительскую карьеру, за которую (1956—1960) одержал на ринге 120 побед при всего одном поражении, выиграл целый ряд турниров и Олимпиаду 1960 года в полусреднем весе. Как самый техничный боксёр получил на Играх 1960 года Кубок Вэла Баркера.
20 января 1961 года он впервые вышел на ринг как боксёр-профессионал, одержав победу. 1 марта 1963 года он перешёл из полусредней весовой категории в среднюю. С 1961 по 1966 годы провёл беспроигрышную серию из более чем 70 боёв. В 1967—1970 годах удерживал звание чемпиона мира по боксу в среднем весе. В 1971 году, потерпев три поражения подряд, в том числе в матче-реванше за титул чемпиона мира, объявил о завершении своей спортивной карьеры. Всего за неё он одержал 82 победы, из них 35 нокаутом, потерпел 7 поражений, 1 бой закончился вничью.
После ухода из бокса Бенвенутти стал владельцем ресторана, телеведущим, спортивным комментатором и городским советником в Триесте. В 1996 году был введён в Международный зал боксёрской славы. В 2006 году нёс олимпийский флаг на церемонии закрытия зимних Олимпийских игр в Турине. Дважды — в 1969 и 1975 годах — сыграл небольшие роли в итальянских художественных фильмах.
Умер 20 мая 2025 года в возрасте 87 лет.